# Campeonato de Primera División B 1975 (Argentina)
El Campeonato de Primera División B 1975 fue la cuadragésima segunda temporada de la categoría, que era la segunda división del fútbol argentino. Esta temporada marcó la incorporación de Sarmiento de Junín y Deportivo Italiano ascendidos de la Primera C, mientras que no hubo descensos desde la Primera División.

## Formato
Los veinte equipos participantes disputaron un torneo de 38 fechas todos contra todos. Ascendían el equipo que saliera primero en la tabla de posiciones y el ganador de un torneo reducido que disputaban del segundo al séptimo de la tabla de posiciones final, en tanto que en este torneo no hubo descensos.

## Equipos
| Equipo                 | Ciudad               |
| ---------------------- | -------------------- |
| Almagro                | José Ingenieros      |
| Almirante Brown        | Isidro Casanova      |
| Arsenal                | Sarandí              |
| Central Córdoba        | Rosario              |
| Comunicaciones         | Buenos Aires         |
| Defensores de Belgrano | Buenos Aires         |
| Deportivo Italiano     | Buenos Aires         |
| Deportivo Morón        | Morón                |
| Estudiantes            | Caseros              |
| Flandria               | Jáuregui             |
| Lanús                  | Lanús                |
| Los Andes              | Lomas de Zamora      |
| Nueva Chicago          | Buenos Aires         |
| Platense               | Florida              |
| Quilmes                | Quilmes              |
| San Telmo              | Buenos Aires         |
| Sarmiento              | Junín                |
| Dock Sud               | Dock Sud             |
| Talleres               | Remedios de Escalada |
| Tigre                  | Victoria             |

## Tabla de posiciones final
| Pos | Equipo                 | Pts | PJ | G  | E  | P  | GF | GC | DG  |
| --- | ---------------------- | --- | -- | -- | -- | -- | -- | -- | --- |
| 1º  | Quilmes                | 58  | 38 | 24 | 10 | 4  | 70 | 30 | 40  |
| 2º  | San Telmo              | 53  | 38 | 19 | 15 | 4  | 69 | 41 | 28  |
| 3º  | Sarmiento de Junín     | 51  | 38 | 20 | 11 | 7  | 74 | 42 | 32  |
| 4º  | Lanús                  | 48  | 38 | 17 | 14 | 7  | 80 | 50 | 30  |
| 5º  | Almirante Brown        | 44  | 38 | 17 | 10 | 11 | 59 | 44 | 15  |
| 6º  | Central Córdoba (R)    | 44  | 38 | 18 | 8  | 12 | 58 | 45 | 13  |
| 7º  | Platense               | 44  | 38 | 17 | 10 | 11 | 63 | 54 | 9   |
| 8º  | Arsenal de Sarandí     | 39  | 38 | 14 | 11 | 13 | 47 | 42 | 5   |
| 9º  | Deportivo Italiano     | 38  | 38 | 14 | 10 | 14 | 48 | 52 | -4  |
| 10º | Tigre                  | 37  | 38 | 17 | 9  | 12 | 65 | 58 | 7   |
| 11º | Los Andes              | 36  | 38 | 14 | 8  | 16 | 69 | 59 | 10  |
| 12º | Comunicaciones         | 35  | 38 | 13 | 9  | 16 | 54 | 59 | -5  |
| 13º | Nueva Chicago          | 34  | 38 | 10 | 14 | 14 | 53 | 64 | -11 |
| 14º | Flandria               | 32  | 38 | 11 | 10 | 17 | 50 | 78 | -28 |
| 15º | Defensores de Belgrano | 31  | 38 | 8  | 15 | 15 | 49 | 62 | -13 |
| 16º | Deportivo Morón        | 30  | 38 | 10 | 10 | 18 | 62 | 79 | -17 |
| 17º | Talleres (RE)          | 28  | 38 | 9  | 10 | 19 | 46 | 64 | -18 |
| 18º | Almagro                | 27  | 38 | 8  | 11 | 19 | 55 | 80 | -25 |
| 19º | Dock Sud               | 23  | 38 | 5  | 15 | 18 | 35 | 69 | -34 |
| 20º | Estudiantes (BA)       | 20  | 38 | 5  | 10 | 23 | 33 | 67 | -34 |

|  |                                                         |
|  | Campeón, ascendió a la Primera División.                |
|  | Clasificado al Torneo Hexagonal por el segundo ascenso. |

| 1. 2. |

## Torneo hexagonal por el segundo ascenso
| Pos | Equipo              | Pts | PJ | G | E | P | GF | GC | DG |
| --- | ------------------- | --- | -- | - | - | - | -- | -- | -- |
| 1.º | San Telmo           | 9   | 5  | 4 | 1 | 0 | 9  | 4  | 5  |
| 2.º | Lanús               | 7   | 5  | 3 | 1 | 1 | 10 | 4  | 6  |
| 3.º | Sarmiento de Junín  | 4   | 5  | 1 | 2 | 2 | 9  | 8  | 1  |
| 4.º | Almirante Brown     | 4   | 5  | 1 | 2 | 2 | 7  | 10 | -3 |
| 5.º | Platense            | 3   | 5  | 1 | 1 | 3 | 4  | 7  | -3 |
| 6.º | Central Córdoba (R) | 3   | 5  | 1 | 1 | 3 | 5  | 11 | -6 |

|  |                                 |
|  | Ascendió a la Primera División. |

### Resultados
| Fecha 1                 | Fecha 1         | Fecha 1   | Fecha 1   | Fecha 1             |
| Fecha                   | Local           | Resultado | Visitante | Estadio             |
| ----------------------- | --------------- | --------- | --------- | ------------------- |
| 22 de noviembre de 1975 | Central Córdoba | 1 - 1     | Lanús     | Racing de Olavarría |
| 22 de noviembre de 1975 | Almirante Brown | 1 - 1     | Platense  | Vélez Sarsfield     |
| 22 de noviembre de 1975 | Sarmiento       | 2 - 2     | San Telmo | Rosario Central     |

29/11/1975
San Telmo		2-1	Central Córdoba (Ros.)	(se jugó en el estadio de Atlanta)
Sarmiento (Junín)	1-1	Almirante Brown		(se jugó en el estadio de Newell's Old Boys)

Platense		0-1	Lanús			(se jugó en el estadio de San Lorenzo)
6/12/1975
Central Córdoba (Ros.)	2-1	Platense		(se jugó en el estadio de Newell's Old Boys)

Lanús			3-1	Sarmiento (Junín)	(se jugó en el estadio de Racing Club)

Almirante Brown		1-2	San Telmo		(se jugó en el estadio de San Lorenzo)
13/12/1975
Almirante Brown		3-1	Central Córdoba (Ros.)	(se jugó en el estadio de Chacarita Juniors)

San Telmo		1-0	Lanús			(se jugó en el estadio de Huracán)

Platense		2-1	Sarmiento (Junín)	(se jugó en el estadio de Argentinos Juniors)
20/12/1975
Central Córdoba (Ros.)	0-4	Sarmiento (Junín)	(se jugó en el estadio de Sarmiento de Junín)

Platense	 	0-2	San Telmo		(se jugó en el estadio de Huracán)

Lanús			5-1	Almirante Brown		(se jugó en el estadio de Boca Juniors)